# Kengan Ashura
Kengan Ashura (ケンガンアシュラ?) es una serie de manga japonesa escrita por Yabako Sandrovich e ilustrada por Daromeon. Fue serializado en el sitio web Ura Sunday de Shogakukan desde abril de 2012 hasta agosto de 2018, con sus capítulos compilados en 27 volúmenes de tankōbon. Una secuela, titulada Kengan Omega, comenzó a publicarse en enero de 2019.
Una adaptación de anime, producida por Larx Entertainment, se estrenó el 31 de julio del 2019 a través de Netflix. La primera parte de la segunda temporada se estrenó en septiembre de 2023. La segunda parte de la segunda temporada se estrenó el 15 de agosto de 2024.

## Argumento
Desde el periodo Edo de Japón, las arenas de gladiadores han existido en diversas formas en todo el mundo. En estas arenas, los dueños de negocios y comerciantes adinerados contratan gladiadores para luchar en un combate desarmado donde el ganador se lleva todo. Tokita "Ashura" Ohma se une a estas arenas y devasta a sus oponentes. Su espectacular capacidad para aplastar a sus enemigos llama la atención de los propietarios de grandes empresas, incluido el CEO del Grupo Nogi, Nogi Hideki.

## Personajes
- Ohma Tokita (十鬼蛇 王馬 Tokita Ōma?) / Ashura

Actor de voz: Tatsuhisa Suzuki (japonés); Alfredo Gabriel Basurto (Español)
- Kazuo Yamashita (山下 一夫 Yamashita Kazuo?)

Actor de voz: Chō (japonés); Carlos Segundo (Español)
- Hideki Nogi (乃木 英樹 Nogi Hideki?)

Actor de voz: Jouji Nakata (japonés); Santos Alberto (Español)
- Kaede Akiyama (秋山 楓 Akiyama Kaede?)

Actor de voz: Yumi Uchiyama (japonés); Alicia Barragán (Español)
- Rihito/Ichiro Nakata (理人/中田 一郎 Rihito/Nakata Ichirō?)

Actor de voz: Hayato Kaneko (japonés); Diego Estrada (Español)
- Jun Sekibayashi (関林 ジュン Sekibayashi Jun?)

Actor de voz: Tetsu Inada (japonés); Dan Osorio (Español)
- Cosmo Imai (今井 コスモ Imai Kosumo?)

Actor de voz: Junya Enoki (japonés); Alberto Bernal (Español)
- Setsuna Kiryū (桐生 刹那 Kiryū Setsuna?)

Actor de voz: Daisuke Namikawa (japonés); Luis Leonardo Suárez (Español)
- Karla Kure (呉くれ 迦カ楼ル羅 Karla Kure?)

Actor de voz: Tomoyo Kurosawa (japonés); Azul Valadez (Español)

## Torneo aniquilación kengan

### Cuadro de eliminatorias
|  | Dieciseisavos de final  | Dieciseisavos de final |                    |     | Octavos de final | Octavos de final       |  |  | Cuartos de final | Cuartos de final   |  |  | Semifinales | Semifinales |  |  | Final | Final |  |
|  |                         |                        |                    |     |                  |                        |  |  |                  |                    |  |  |             |             |  |  |       |       |  |
|  |                         |                        |                    |     |                  |                        |  |  |                  |                    |  |  |             |             |  |  |       |       |  |
|  | Adam Dudley             |                        |                    |     |                  |                        |  |  |                  |                    |  |  |             |             |  |  |       |       |  |
|  |                         |                        |                    |     |                  |                        |  |  |                  |                    |  |  |             |             |  |  |       |       |  |
|  | Imai Cosmo(v.)          |                        |                    |     |                  |                        |  |  |                  |                    |  |  |             |             |  |  |       |       |  |
|  |                         | Imai Cosmo(v.)         |                    |     |                  |                        |  |  |                  |                    |  |  |             |             |  |  |       |       |  |
|  |                         |                        |                    |     |                  |                        |  |  |                  |                    |  |  |             |             |  |  |       |       |  |
|  |                         |                        | Akoya Seishu       |     |                  |                        |  |  |                  |                    |  |  |             |             |  |  |       |       |  |
|  | Kono Haruo              |                        |                    |     |                  |                        |  |  |                  |                    |  |  |             |             |  |  |       |       |  |
|  |                         |                        |                    |     |                  |                        |  |  |                  |                    |  |  |             |             |  |  |       |       |  |
|  | Akoya Seishu(v.)        |                        |                    |     |                  |                        |  |  |                  |                    |  |  |             |             |  |  |       |       |  |
|  |                         |                        |                    |     |                  | Imai Cosmo             |  |  |                  |                    |  |  |             |             |  |  |       |       |  |
|  |                         |                        |                    |     |                  |                        |  |  |                  |                    |  |  |             |             |  |  |       |       |  |
|  |                         |                        | Tokita Ohma(v.)    |     |                  |                        |  |  |                  |                    |  |  |             |             |  |  |       |       |  |
|  | Kure Raian(v.)          |                        |                    |     |                  |                        |  |  |                  |                    |  |  |             |             |  |  |       |       |  |
|  |                         |                        |                    |     |                  |                        |  |  |                  |                    |  |  |             |             |  |  |       |       |  |
|  | Mokichi Robinson        |                        |                    |     |                  |                        |  |  |                  |                    |  |  |             |             |  |  |       |       |  |
|  |                         | Kure Raian             |                    |     |                  |                        |  |  |                  |                    |  |  |             |             |  |  |       |       |  |
|  |                         |                        |                    |     |                  |                        |  |  |                  |                    |  |  |             |             |  |  |       |       |  |
|  |                         |                        | Tokita Ohma(v.)    |     |                  |                        |  |  |                  |                    |  |  |             |             |  |  |       |       |  |
|  | Inaba Ryo               |                        |                    |     |                  |                        |  |  |                  |                    |  |  |             |             |  |  |       |       |  |
|  |                         |                        |                    |     |                  |                        |  |  |                  |                    |  |  |             |             |  |  |       |       |  |
|  | Tokita Ohma(v.)         |                        |                    |     |                  |                        |  |  |                  |                    |  |  |             |             |  |  |       |       |  |
|  |                         |                        |                    |     |                  |                        |  |  |                  | Tokita Ohma(v.)    |  |  |             |             |  |  |       |       |  |
|  |                         |                        |                    |     |                  |                        |  |  |                  |                    |  |  |             |             |  |  |       |       |  |
|  |                         |                        | Wakatsuki Takeshi  |     |                  |                        |  |  |                  |                    |  |  |             |             |  |  |       |       |  |
|  | Murobuchi Gozo          |                        |                    |     |                  |                        |  |  |                  |                    |  |  |             |             |  |  |       |       |  |
|  |                         |                        |                    |     |                  |                        |  |  |                  |                    |  |  |             |             |  |  |       |       |  |
|  | Wakatsuki Takeshi(v.)   |                        |                    |     |                  |                        |  |  |                  |                    |  |  |             |             |  |  |       |       |  |
|  |                         | Wakatsuki Takeshi (v.) |                    |     |                  |                        |  |  |                  |                    |  |  |             |             |  |  |       |       |  |
|  |                         |                        |                    |     |                  |                        |  |  |                  |                    |  |  |             |             |  |  |       |       |  |
|  |                         |                        | Julius Reinhold    |     |                  |                        |  |  |                  |                    |  |  |             |             |  |  |       |       |  |
|  | sawada keizaburo        |                        |                    |     |                  |                        |  |  |                  |                    |  |  |             |             |  |  |       |       |  |
|  |                         |                        |                    |     |                  |                        |  |  |                  |                    |  |  |             |             |  |  |       |       |  |
|  | Julius Reinhold(v.)     |                        |                    |     |                  |                        |  |  |                  |                    |  |  |             |             |  |  |       |       |  |
|  |                         |                        |                    |     |                  | Wakatsuki Takeshi (v.) |  |  |                  |                    |  |  |             |             |  |  |       |       |  |
|  |                         |                        |                    |     |                  |                        |  |  |                  |                    |  |  |             |             |  |  |       |       |  |
|  |                         |                        | Muteba Gizenga     |     |                  |                        |  |  |                  |                    |  |  |             |             |  |  |       |       |  |
|  | Muteba Gizenga(v.)      |                        |                    |     |                  |                        |  |  |                  |                    |  |  |             |             |  |  |       |       |  |
|  |                         |                        |                    |     |                  |                        |  |  |                  |                    |  |  |             |             |  |  |       |       |  |
|  | Meguro Masaki           |                        |                    |     |                  |                        |  |  |                  |                    |  |  |             |             |  |  |       |       |  |
|  |                         | Muteba Gizenga(v.)     |                    |     |                  |                        |  |  |                  |                    |  |  |             |             |  |  |       |       |  |
|  |                         |                        |                    |     |                  |                        |  |  |                  |                    |  |  |             |             |  |  |       |       |  |
|  |                         |                        | Sekibayashi Jun    |     |                  |                        |  |  |                  |                    |  |  |             |             |  |  |       |       |  |
|  | Sekibayashi Jun(v.)     |                        |                    |     |                  |                        |  |  |                  |                    |  |  |             |             |  |  |       |       |  |
|  |                         |                        |                    |     |                  |                        |  |  |                  |                    |  |  |             |             |  |  |       |       |  |
|  | Kiozan Takeru           |                        |                    |     |                  |                        |  |  |                  |                    |  |  |             |             |  |  |       |       |  |
|  |                         |                        |                    |     |                  |                        |  |  |                  |                    |  |  |             | Tokita Ohma |  |  |       |       |  |
|  |                         |                        |                    |     |                  |                        |  |  |                  |                    |  |  |             |             |  |  |       |       |  |
|  |                         |                        | Kuroki Gensai      | (C) |                  |                        |  |  |                  |                    |  |  |             |             |  |  |       |       |  |
|  | Yoroizuka Saw Paing(v.) |                        | Kuroki Gensai      | (C) |                  |                        |  |  |                  |                    |  |  |             |             |  |  |       |       |  |
|  |                         |                        |                    |     |                  |                        |  |  |                  |                    |  |  |             |             |  |  |       |       |  |
|  | Karo Yoshinari          |                        |                    |     |                  |                        |  |  |                  |                    |  |  |             |             |  |  |       |       |  |
|  |                         | Yoroizuka Saw Paing    |                    |     |                  |                        |  |  |                  |                    |  |  |             |             |  |  |       |       |  |
|  |                         |                        |                    |     |                  |                        |  |  |                  |                    |  |  |             |             |  |  |       |       |  |
|  |                         |                        | Mikazuchi Rei (v.) |     |                  |                        |  |  |                  |                    |  |  |             |             |  |  |       |       |  |
|  | Nezu Masami             |                        |                    |     |                  |                        |  |  |                  |                    |  |  |             |             |  |  |       |       |  |
|  |                         |                        |                    |     |                  |                        |  |  |                  |                    |  |  |             |             |  |  |       |       |  |
|  | Mikazuchi Rei (v.)      |                        |                    |     |                  |                        |  |  |                  |                    |  |  |             |             |  |  |       |       |  |
|  |                         |                        |                    |     |                  | Mikazuchi Rei          |  |  |                  |                    |  |  |             |             |  |  |       |       |  |
|  |                         |                        |                    |     |                  |                        |  |  |                  |                    |  |  |             |             |  |  |       |       |  |
|  |                         |                        | Kuroki Gensai (v.) |     |                  |                        |  |  |                  |                    |  |  |             |             |  |  |       |       |  |
|  | Lihito                  |                        |                    |     |                  |                        |  |  |                  |                    |  |  |             |             |  |  |       |       |  |
|  |                         |                        |                    |     |                  |                        |  |  |                  |                    |  |  |             |             |  |  |       |       |  |
|  | Kuroki Gensai (v.)      |                        |                    |     |                  |                        |  |  |                  |                    |  |  |             |             |  |  |       |       |  |
|  |                         | Kuroki Gensai (v.)     |                    |     |                  |                        |  |  |                  |                    |  |  |             |             |  |  |       |       |  |
|  |                         |                        |                    |     |                  |                        |  |  |                  |                    |  |  |             |             |  |  |       |       |  |
|  |                         |                        | Kiryu Setsuna      |     |                  |                        |  |  |                  |                    |  |  |             |             |  |  |       |       |  |
|  | Kiryu Setsuna (v.)      |                        |                    |     |                  |                        |  |  |                  |                    |  |  |             |             |  |  |       |       |  |
|  |                         |                        |                    |     |                  |                        |  |  |                  |                    |  |  |             |             |  |  |       |       |  |
|  | Nikaido Ren             |                        |                    |     |                  |                        |  |  |                  |                    |  |  |             |             |  |  |       |       |  |
|  |                         |                        |                    |     |                  |                        |  |  |                  | Kuroki Gensai (v.) |  |  |             |             |  |  |       |       |  |
|  |                         |                        |                    |     |                  |                        |  |  |                  |                    |  |  |             |             |  |  |       |       |  |
|  |                         |                        | Kanoh Agito        |     |                  |                        |  |  |                  |                    |  |  |             |             |  |  |       |       |  |
|  | Hatsumi Sen (v.)        |                        |                    |     |                  |                        |  |  |                  |                    |  |  |             |             |  |  |       |       |  |
|  |                         |                        |                    |     |                  |                        |  |  |                  |                    |  |  |             |             |  |  |       |       |  |
|  | Chiba Takayuki          |                        |                    |     |                  |                        |  |  |                  |                    |  |  |             |             |  |  |       |       |  |
|  |                         | Hatsumi Sen (v.)       |                    |     |                  |                        |  |  |                  |                    |  |  |             |             |  |  |       |       |  |
|  |                         |                        |                    |     |                  |                        |  |  |                  |                    |  |  |             |             |  |  |       |       |  |
|  |                         |                        | Bando Yohei        |     |                  |                        |  |  |                  |                    |  |  |             |             |  |  |       |       |  |
|  | Hanafusa Hajime         |                        |                    |     |                  |                        |  |  |                  |                    |  |  |             |             |  |  |       |       |  |
|  |                         |                        |                    |     |                  |                        |  |  |                  |                    |  |  |             |             |  |  |       |       |  |
|  | Bando Yohei (v.)        |                        |                    |     |                  |                        |  |  |                  |                    |  |  |             |             |  |  |       |       |  |
|  |                         |                        |                    |     |                  | Hatsumi Sen            |  |  |                  |                    |  |  |             |             |  |  |       |       |  |
|  |                         |                        |                    |     |                  |                        |  |  |                  |                    |  |  |             |             |  |  |       |       |  |
|  |                         |                        | Kanoh Agito (v.)   |     |                  |                        |  |  |                  |                    |  |  |             |             |  |  |       |       |  |
|  | Gaolang Wongsawat (v.)  |                        |                    |     |                  |                        |  |  |                  |                    |  |  |             |             |  |  |       |       |  |
|  |                         |                        |                    |     |                  |                        |  |  |                  |                    |  |  |             |             |  |  |       |       |  |
|  | Kaneda Suekichi         |                        |                    |     |                  |                        |  |  |                  |                    |  |  |             |             |  |  |       |       |  |
|  |                         | Gaolang Wongsawat      |                    |     |                  |                        |  |  |                  |                    |  |  |             |             |  |  |       |       |  |
|  |                         |                        |                    |     |                  |                        |  |  |                  |                    |  |  |             |             |  |  |       |       |  |
|  |                         |                        | Kanoh Agito (v.)   |     |                  |                        |  |  |                  |                    |  |  |             |             |  |  |       |       |  |
|  | Okubo Naoya             |                        |                    |     |                  |                        |  |  |                  |                    |  |  |             |             |  |  |       |       |  |
|  |                         |                        |                    |     |                  |                        |  |  |                  |                    |  |  |             |             |  |  |       |       |  |
|  | Kanoh Agito (v.)        |                        |                    |     |                  |                        |  |  |                  |                    |  |  |             |             |  |  |       |       |  |
|  |                         |                        |                    |     |                  |                        |  |  |                  |                    |  |  |             |             |  |  |       |       |  |
|  |                         |                        |                    |     |                  |                        |  |  |                  |                    |  |  |             |             |  |  |       |       |  |

## Medios

### Manga
Yabako Sandrovich lanzó la serie, con ilustraciones de Daromeon, en Shogakukan 's shonen el manga en su sitio web Ura Domingo y en la aplicación MangaONE desde el 18 de abril de 2012. Un drama CD fue incluido con la edición especial de los volúmenes 0 al 8 de enero de 2016. El manga terminó el 9 de agosto de 2018.
Una secuela, titulada Kengan Omega, comenzó su serialización el 17 de enero de 2019, también serializada en Ura Sunday. La secuela se establece 2 años después de los eventos de la serie original.

### Anime
Ura Sunday abrió una encuesta de fanes en enero de 2015 para permitirles decidir cuál de sus series debería recibir una adaptación de anime. En mayo de 2015, se anunció que Kengan Ashura había ganado la encuesta con 2,3 millones de un total de 9 millones de votos, y se adaptaría a un anime. Dos años después, el 7 de diciembre de 2017, se anunció que el anime todavía estaba siendo planeado, con el volumen 23 revelado el 12 de diciembre de 2017 que el anime sería una serie de televisión. El personal y la ventana de lanzamiento de la serie se anunciaron el 22 de marzo de 2018. La serie está dirigida por Seiji Kishi y escrita por Makoto Uezu, con animación de Larx Entertainment. Kazuaki Morita proporciona diseños de personajes para el anime, y Yasuharu Takanashi está componiendo la música de la serie. El estreno mundial de la serie tuvo lugar en la Anime Expo el 7 de julio de 2018. La serie se estrenó en Japón en Toho Cinemas Roppongi Hills el 27 de enero de 2019. La serie se estrenó el 31 de julio de 2019. el tema de apertura es "king & Ashley" de My First Story, mientras que el tema de cierre es "Born This Way" de HOP BAD. Netflix transmitió el anime.
Se anunció que la segunda parte de la primera temporada, que consta de 12 episodios, se iba a estrenar en Netflix el 31 de octubre de 2019.
La segunda temporada también se divide en dos partes, estrenándose la primera de ellas (conformada nuevamente por 12 episodios) en septiembre de 2023 y dejando la segunda para el siguiente año.
El 15 de agosto del 2024 se estrena de manera oficial la segunda parte de la segunda temporada. En ella se resuelve el torneo de aniquilación Kengan y se le da un cierre a toda la historia.